# Thoradonta transspicula
Thoradonta transspicula är en insektsart som beskrevs av Zheng, Z. 1996. Thoradonta transspicula ingår i släktet Thoradonta och familjen torngräshoppor. Inga underarter finns listade i Catalogue of Life.